# Зеленяр перуанський
Зеленя́р перуанський (Kleinothraupis parodii) — вид горобцеподібних птахів родини саякових (Thraupidae). Ендемік Перу

## Опис
Довжина птаха становить 15,5 см, вага 21,8 г. Виду не притаманний статевий диморфізм. верхня частина тіла жовтувато-оливкова. нижня частина тіла жовта, підборіддя і горло яскраво-жовті. Над очима довгі зеленувато-жовті "брови". Тім'я і лоб темно-оливкові, через очі проходять темні смуги.

## Поширення і екологія
Перуанські зеленярі мешкають в горах Кордильєра-де-Вількабамба і Кордильєра-де-Вільканота на південному сході Перу. Вони живуть у вологих гірських і хмарних тропічних лісах в Перуанській Юнзі. Зустрічаються на висоті від 2750 до 3500 м над рівнем моря.

## Поведінка
Перуанські зеленярі зустрічаються зграйками по 3-5 птахів, іноді приєднуються до змішаних зграй птахів разом з оливковими коронниками. Живляться комахами, яких шукають серед бамбука та іншої рослинності в підліску. Гніздування починається в липні.

## Збереження
МСОП класифікує стен збереження цього виду як близький до загрозливого. Перуанські зеленярі є досить поширеним видом в межах свого ареалу, однак їм загрожує знищення природного середовища.